# Valentino Lanús
Valentino Lanús (Mexikóváros, 1975. május 3. –) mexikói színész.

## Filmjei
- 2012: A szív parancsa (Amor bravío) .... Luis del Olmo
- 2010: Llena de amor .... Emmanuel Ruíz y de Teresa Curiel / Lirio de plata
- 2008: Candy (Las tontas no van al cielo) .... Patricio Molina Lizárraga
- 2006: Amar Sin Limites .... Diego Moran
- 2005: Alborada .... Martín Alvarado
- 2004: A liliomlány (Inocente de Ti) .... Julio Alberto Castillo Linares-Robles
- 2004: Amar Otra Vez .... Daniel González Suárez "Loving Again"
- 2003: Mariana de la noche .... Javier Mendieta
- 2001: El Juego de la Vida .... Juan Carlos Domínguez
- 2001: Első szerelem (Primer amor... a mil por hora) ... Imanol Jáuregui Tasso
- 2001: Mujer, casos de la vida real "Corazón de puerto"
- 2000: Primer amor... a mil por hora a Imanol Jáuregui Tasso (2000-2001)
- 2000: Villa Acapulco (La casa en la playa) .... Miguel Ángel Villarreal
- 1999: Mujeres engañadas .... Manuel
- 1999: Amor gitano .... Patricio
- 1997: Maria Isabel .... Antonio